# Хольштайн-Штадион
Хольштайн-Штадион (нем. Holstein-Stadion) — футбольный стадион, расположенный в немецком городе Киль, федеральная земля Шлезвиг-Гольштейн, домашняя арена местного клуба «Хольштайн», выступающего во Второй Бундеслиге. Вмещает 15 034 зрителя.

## История арены
Первоначально стадион был открыт в 1911 году. В 2005 году по предписанию руководства DFB арена подверглась реконструкции, которая обошлась городской администрации Киля в 1,6 миллиона €.
В случае отказа от ремонтных работ «Хольштайн» ожидало принудительное лишение профессионального статуса и перевод в любительскую лигу.
Стадион расположен на севере города, недалеко от Балтийского моря.
Впервые планы по возведению футбольного поля в Киле появились после победы «Хольштайна» в региональном чемпионате Северной Германии в 1910 году.
На постройку арены городской совет выделил 14 500 марок.
Официальная церемония открытия стадиона состоялась 15 октября 1911 года. Первые трибуны стадиона были деревянными и вмещали 200 человек, на их установку было затрачено 5 700 марок.
В 1922 году вместимость арены была увеличена после разрушительного урагана, случившегося годом ранее.
Сильные бомбежки во время Второй мировой войны практически уничтожили стадион, однако своевременно начатые восстановительные работы позволили полностью отстроить поле уже к декабрю 1945 года.
В 1971 году арене был нанесен новый удар в лице смерча, обновление стадиона стоило 40 000 марок.
Новый виток реконструкции прошел в 2004 году, общая вместимость арены благодаря этому составила 13 500 человек.
Помимо этого стадион был оборудован специальной системой, позволяющей проходить на матчи болельщикам с ограниченными возможностями здоровья.
Также на арене организованы спецзоны для фанатов, страдающих нарушениями слуха и зрения.
На крыльце стадиона при помощи пожертвований различных городских меценатов в 1955 году была установлена памятная стела в память о членах клуба, ставших жертвами двух мировых войн.